# Макиенко, Константин Владимирович
Константин Владимирович Макиенко (25 февраля 1969, Коломна — 16 мая 2021, Москва) — российский военный эксперт, специалист в области военно-технического сотрудничества и оборонно-промышленного комплекса. Основатель Центра анализа стратегий и технологий (ЦАСТ) в 1997 году, оного заместитель директора (с того же года).

## Биография
«Его отец работал мастером на одном из Коломенских заводов, и мама была рабочим человеком». В 1986 году окончил коломенскую школу № 8.
Проходил службу в Вооружённых Силах СССР, год служил радистом во Вьетнаме.
В 1995 году окончил с отличием восточное отделение факультета международных отношений МГИМО МИД России, а в 1996 году — франко-российскую магистратуру по политическим наукам и международным отношениям Sciences Po — МГИМО. Получал предложение оформить гражданство Франции и заниматься научной работой в Париже, однако отказался. В 1996—1997 гг. научный сотрудник ПИР-Центра.
В 1997 году совместно с другом и коллегой Русланом Пуховым основал Центра анализа стратегий и технологий (ЦАСТ), занимал должность заместителя директора по науке. Он «был мозгом, душой и сердцем всей организации. Через ЦАСТ Константин служил Родине, анализируя материалы, делая заключения, выводы, [к] которым прислушивались как его коллеги по работе, как журналисты, так и властные структуры», — отметит по его кончине Пухов.
В разные периоды с 1997 года по март 2021 года был главным редактором журнала «Экспорт вооружений». Приводился Би-би-си, Deutsche Welle, Радио Свобода, журналом «Профиль». Являлся постоянным автором последнего, также сотрудничал на страницах изданий «Коммерсантъ» с 1997 года, автор «Ведомостей». Являлся научным редактором монографий по широкому кругу вопросов военно-технического сотрудничества, международных отношений, вооруженных конфликтов, военного строительства и оборонных технологий, являлся автором публикаций по этим и другим темам.
Консультировал Министерство обороны России, АО «Рособоронэкспорт» и крупнейшие предприятия оборонно-промышленного комплекса России по вопросам развития военных технологий и мирового рынка вооружений («В Федеральной службе по военно-техническому сотрудничеству высоко ценили Константина Макиенко как знающего и опытного эксперта»), регулярно принимал участие в международных выставочных мероприятиях. Часто совершал поездки по стране и за рубеж.
Владел французским и кхмерским языками. В шутку считал себя «провинциальным русским националистом».
Болел раком, умер от ковида. Умер в больнице в Коммунарке.

## Научная деятельность
Константин Макиенко являлся представителем школы прикладного анализа международных отношений Марка Арсеньевича Хрусталёва. Автор многочисленных работ о мировом рынке вооружений, военно-техническом сотрудничестве России с иностранным государствами, современным военным конфликтам. Разработал собственную типологию для описания и анализа мировых рынков вооружения и военной техники.

### Журнал «Экспорт вооружений» (отдельные публикации)
Официальные итоги ВТС России с иностранными государствами в 2005 году, № 1 (январь — февраль), 2006.
Ещё раз об алжирском пакете соглашений, № 1 (январь — февраль), 2006.
Эскалация стоимости российских вооружений: венесуэльский пример, № 4, (июль — август), 2006.
Французский экспорт вооружений в 2004 году, № 2 (март — апрель), 2006.
Российско-индийское военно-техническое сотрудничество: актуальные проблемы и перспективы, Специальный выпуск, 2006.
Итоги 2005 года в оборонной промышленности России, № 1 (январь — февраль), 2006.
Российско-индийское военно-техническое сотрудничество: новые проблемы и новые возможности, № 5 (сентябрь — октябрь), 2007.
Двигателестроение: пейзаж накануне консолидации, № 1 (январь — февраль), 2007.
Гражданская авиапромышленность России: возможности и ограничители развития, специальный выпуск «Гражданская авиация», 2007.
Международные авиапромышленные альянсы: проблема российского выбора, специальный выпуск «Гражданская авиация», 2007.
К вопросу о «кризисе» в российской оборонной промышленности, № 1 (январь — февраль), 2008.
Программа МТА: риски превысили антикризисный уровень, № 4 (июль — август), 2009.
Экономический кризис и ОПК России: возврат в девяностые?, № 2 (март — апрель), 2009.
Российский авиапром: поиск новых решений, № 5 (сентябрь — октябрь), 2009.
Серия новых контрактов России на поставку вооружения и военной техники, № 1 (январь — февраль), 2010.
Импорт вооружений и военной техники в Россию: история, проблемы, перспективы, специальный выпуск «Закупки вооружений», 2010.
В поисках новых возможностей экспорта ВВТ: фокус на петростейты СНГ, № 3 (март — июнь), 2012.
Экспортные поставки российских истребителей и боевых вертолётов нового производства в 2000—2010 гг., специальный выпуск «№ 100», 2012.
РСК «МиГ»: оценка средне- и долгосрочной перспективы компании, № 2 (март — апрель), 2013.
В поисках резервов наращивания экспорта вооружений — Пакистан, № 3 (май — июнь), 2017.
Военно-техническое сотрудничество России и Саудовской Аравии: накануне прорыва?, № 5 (сентябрь — октябрь), 2017.
Оценка мирового рынка вооружений в 2013—2017 гг., № 6 (ноябрь — декабрь), 2018.
Ренессанс российско-индийского ВТС, № 3 (май — июнь), 2019.
Российский экспорт ВВТ в 2014—2018 гг.: стагнация, рост рисков, ухудшение внешней среды, № 2 (март — апрель), 2019.
Мировой рынок истребительной авиации в 2014—2018 гг., № 5 (сентябрь — октябрь), 2019.
Истребитель для союзников России, № 1 (январь — февраль), 2020.
Китайско-американское технологическое соперничество: сравнение потенциалов, № 4 (июль — август), 2020.
Системы ПВО как инструмент геополитики, № 5 (сентябрь — октябрь), 2020.
Тендер по проекту 75I: отражение в индийской прессе, № 5 (сентябрь — октябрь), 2020.
Информационные атаки против ВТС России (на примере сектора средств ПВО), № 1 (январь — февраль), 2021.

### Главы в книгах
Китайская народная республика // Рыбас А. Л. (ред.) Военно-техническое сотрудничество России с зарубежными государствами: анализ рынков, М.: Наука, 2008, сс. 135—164.
Тропическая Африка и ЮАР // Рыбас А. Л. (ред.) Военно-техническое сотрудничество России с зарубежными государствами: анализ рынков, М.: Наука, 2008, сс. 196—224.
Программа создания и производства истребителя Су-30МКИ // Макиенко К. В. (ред.) Оборонная промышленность и военно-техническое сотрудничество Индии с зарубежными государствами, М.: Центр анализа стратегий и технологий, 2016, сс. 256—264.
Военная разведка Франции // Пухов Р. Н., П. Робинсон (ред.) Военная разведка, М.: Центр анализа стратегий и технологий, 2021, 278—296.
Россия как главная проигравшая сторона во Второй Карабахской войне? // Пухов Р. Н. (ред.) Буря на Кавказе, М.: Центр анализа стратегий и технологий, 2021, сс. 39-47. https://nvo.ng.ru/realty/2021-09-23/15_1159_book2.html

### Книги под редакцией
Shooting Star: China’s Military Machine in the 21st Century, East View Press, 2012, 176 p.
Оборонная промышленность и торговля вооружениями КНР, М.: Центр анализа стратегий и технологий, 2015, 272 c.
Оборонная промышленность и военно-техническое сотрудничество Индии с зарубежными государствами, М.: Центр анализа стратегий и технологий, 2016, 296 с.
В ожидании бури: Южный Кавказ, М.: Центр анализа стратегий и технологий, 2018, 200 c. https://odkb-info.org/cooperation/analitika/116/
Мировой рынок вооружений: структура, тенденции, вызовы, М.: Центр анализа стратегий и технологий, 2018, 312 с.
Пакистан: за рамками стереотипов, М.: Центр анализа стратегий и технологий, 2019, 208 c. https://interaffairs.ru/news/show/25984
Союзники, М.: Центр анализа стратегий и технологий, 2020, 176 с. 

### Публикации в СМИ
Чем грозит миру ликвидация Договора о ракетах средней и меньшей дальности: военный эксперт Константин Макиенко о перспективах новой холодной войны // Ведомости, 03.02.2019, https://www.vedomosti.ru/opinion/articles/2019/02/03/793141-likvidatsiya-dogovora-o-raketah.
Российско-вьетнамское военно-техническое сотрудничество: традиции и новые вызовы // Международный дискуссионный клуб «Валдай», 26.02.2019, https://ru.valdaiclub.com/a/highlights/rossiya-vetnam-voenno-tekhnicheskoe/.
Какие уроки Россия может извлечь из недавнего конфликта Индии и Пакистана // Профиль, 12.03.2019, https://profile.ru/politics/kakie-uroki-rossiya-mozhet-izvlech-iz-nedavnego-konflikta-indii-i-pakistana-132594/.
Четверть века назад Россия вышла на оружейный рынок Малайзии, потеснив США и Великобританию // Профиль, 20.08.2019, https://profile.ru/military/chetvert-veka-nazad-rossiya-vyshla-na-oruzhejnyj-rynok-malajzii-potesniv-ssha-i-velikobritaniyu-167656/.
Дроны грядущих войн: Константин Макиенко об атаке на саудовские нефтяные объекты // Коммерсантъ, 23.09.2019, https://www.kommersant.ru/doc/4101754.
Армии стран ОДКБ: кто сегодня самый надёжный союзник России, Аргументы и Факты, 18.05.2020 // https://aif.ru/politics/opinion/armii_stran_odkb_kto_segodnya_samyy_nadezhnyy_soyuznik_rossii.
Судостроение в тени бесполезной надстройки: восстановления отрасли после 1990-х так и не произошло // Независимое военное обозрение, 17.12.2020, https://nvo.ng.ru/armament/2020-12-17/1_1122_armament.html.
Геополитическое оружие: значение российского экспорта вооружений выходит за экономические рамки // Ведомости, 23.10.2020, https://www.vedomosti.ru/opinion/articles/2020/10/23/844300-geopoliticheskoe-oruzhie.
Как Россия проиграла во второй карабахской войне: победу Азербайджану обеспечила система тотального господства в воздухе с использованием боевых беспилотников // Ведомости, 10.11.2020, https://www.vedomosti.ru/opinion/articles/2020/11/10/846462-rossiya-proigrala.
Россия может найти индо-пакистанский баланс: продажа вооружений Индии не должна ограничивать их экспорт и в Пакистан // Ведомости, 17.12.2020, https://www.vedomosti.ru/opinion/articles/2020/12/16/851281-rossiya-mozhet.
Русский рецепт французского успеха: как истребитель Dassault Rafale завоевал мировой рынок вооружений // Ведомости, 28.05.2021, https://www.vedomosti.ru/opinion/articles/2021/05/27/871703-russkii-frantsuzskogo.